# 팔라우 주재 외국공관 목록

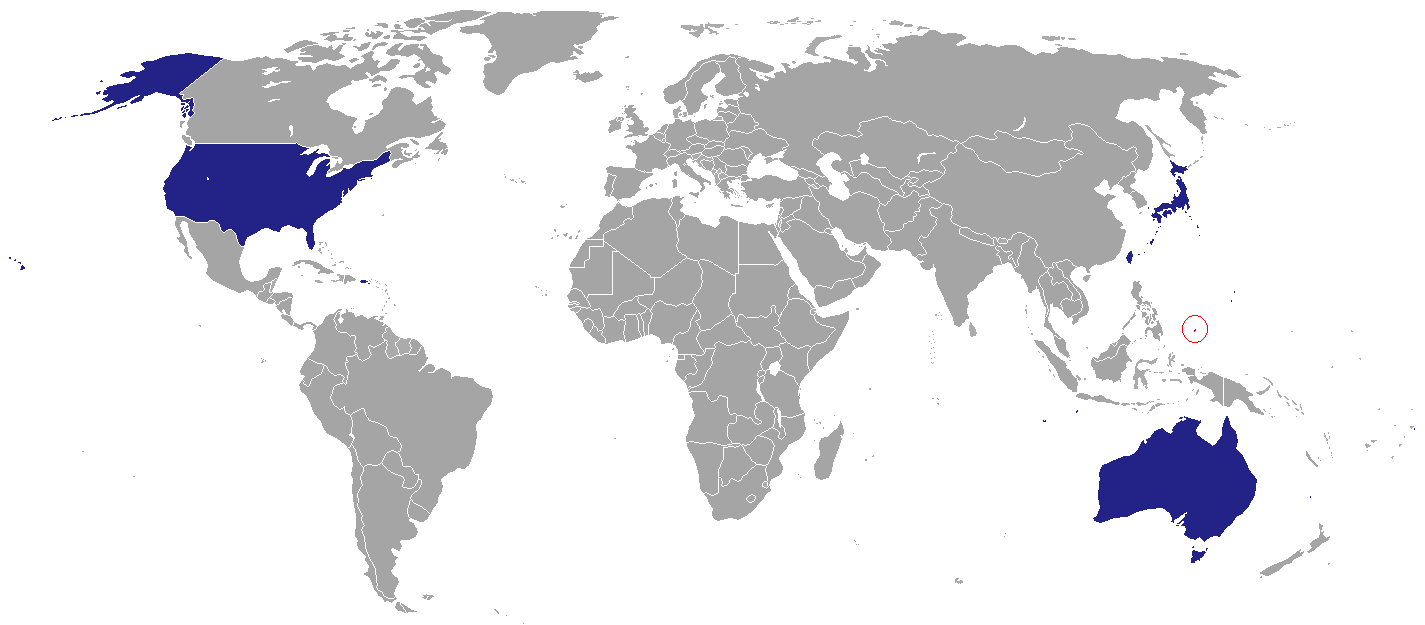
팔라우에 상주하고 있는 외국 공관 목록

팔라우 주재 외국공관 목록은 팔라우에 상주하고 있는 외국 공관을 나열하는 목록이다. 팔라우에 상주하고 있는 대사관 수는 3개이며 미국, 일본, 중화민국 뿐이다. 나머지 비상주 공관은 도쿄도, 마닐라 등 다른 곳에서 겸임하고 있다.

## 대사관
- 아이라이주 :  미국
- 코로르 :  일본,  중화민국
- 과거 상주 공관 :  필리핀

## 비상주공관
다음 국가들은 팔라우와 외교 관계는 이미 수립하였으나 팔라우에 대사관을 설치하지 않은 국가들이다. 다만, 지역을 명시하지 않은 것은 마닐라를 의미한다.
| - 오스트레일리아 (폰페이섬) - 오스트리아 - 벨기에 - 브라질 - 캐나다 (캔버라) - 콜롬비아 (도쿄도) - 체코 - 덴마크 (싱가포르) - 유럽 연합 (수바 - 대표부) - 핀란드 | - 프랑스 - 독일 - 그리스 (도쿄) - 인도네시아 - 아일랜드 (뉴욕) - 이스라엘 - 이탈리아 - 대한민국 - 말레이시아 - 멕시코 | - 뉴질랜드 (남타라와) - 폴란드 (캔버라) - 포르투갈 - 남아프리카 공화국 - 스페인 - 슬로바키아 (도쿄 도) - 스웨덴 (도쿄 도) - 스위스 - 튀르키예 (도쿄 도) - 영국 (수바) |

## 같이 보기
- 팔라우
- 팔라우의 대외 관계
- 팔라우의 재외공관 목록